# Rajon Pastawy

Rajon Pawtawy, Karte

Der Rajon Pastawy (belarussisch Пастаўскі раён, Pastauski rajon; russisch Поставский район, Postawski rajon) ist eine Verwaltungseinheit im Westen der Wizebskaja Woblasz in Belarus. Das administrative Zentrum ist die Stadt Pastawy. Der Rajon hat eine Fläche von 2100 km².

## Geographie
Der Rajon Pastawy liegt im westlichen Teil der Wizebskaja Woblasz. Die Nachbarrajone in der Woblast Wizebsk sind im Norden Braslau, im Nordosten Scharkouschtschyna, im Osten Hlybokaje und im Südosten Dokschyzy.